# Koguty
Koguty (ukr. Когути) – wieś na Ukrainie, w rejonie jaworowskim obwodu lwowskiego.

## Historia
Dawniej cześć Szkła w powiecie jaworowskim.